# Liste der Monuments historiques in Fresnes-en-Woëvre
Die Liste der Monuments historiques in Fresnes-en-Woëvre führt die Monuments historiques in der französischen Gemeinde Fresnes-en-Woëvre auf.

## Liste der Objekte
| Bezeichnung                                                    | Beschreibung                                        | Standort                                | Kennzeichnung | Schutzstatus | Datum | Bild |
| -------------------------------------------------------------- | --------------------------------------------------- | --------------------------------------- | ------------- | ------------ | ----- | ---- |
| Linker Seitenaltar                                             | Holz, farbig gefasst und vergoldet, 18. Jahrhundert | in der Kirche St-Pierre-ès-Liens (Lage) | PM55002637    | Inscrit      | 2007  |      |
| Epitaph für Laurent Pinguet                                    | Kalkstein, bezeichnet 1527                          | in der Kirche St-Pierre-ès-Liens (Lage) | PM55001864    | Inscrit      | 1991  |      |
| Gedenktafel für Antoinette des Armoises und Madeleine de Gorcy | Stein (?), erste Hälfte des 17. Jahrhunderts        | in der Kirche St-Pierre-ès-Liens (Lage) | PM55002638    | Inscrit      | 2007  |      |
| Skulptur Madonna mit Kind                                      | Holz, 18. Jahrhundert                               | in der Kirche St-Pierre-ès-Liens (Lage) | PM55002636    | Inscrit      | 2007  |      |
| Pietà                                                          | Kalkstein, 16. Jahrhundert                          | in der Kirche St-Pierre-ès-Liens (Lage) | PM55000251    | Classé       | 1988  |      |
| Zwei Skulpturen: Antoinette de Naives und Madeleine de Gorcy   | Marmor, erste Hälfte des 17. Jahrhunderts           | in der Kirche St-Pierre-ès-Liens (Lage) | PM55000250    | Classé       | 1988  |      |
| Kruzifix                                                       | Holz, 16. Jahrhundert                               | in der Kirche St-Pierre-ès-Liens (Lage) | PM55002635    | Inscrit      | 2007  |      |